# Louise de Savoia
Louise de Savoia (11 septembrie 1476 – 22 septembrie 1531) a fost o nobilă franceză, ducesă de Auvergne și Bourbon, Ducesă de Nemours, mama regelui Francisc I al Franței. Ea a fost activă politic și a servit ca regentă a Franței în 1515, în 1525–1526 și în 1529.

## Biografie
Louise de Savoia s-a născut la Pont-d'Ain, a fost fiica cea mare a lui Filip al II-lea, Duce de Savoia și a primei soții a acestuia, 
Margaret de Bourbon. Fratele ei, Filiberto al II-lea de Savoia, i-a succedat tatălui lor ca șef al Casei de Savoia și conducător al ducatului. El a fost succedat de fratele lor vitreg, Carol al III-lea, Duce de Savoia.

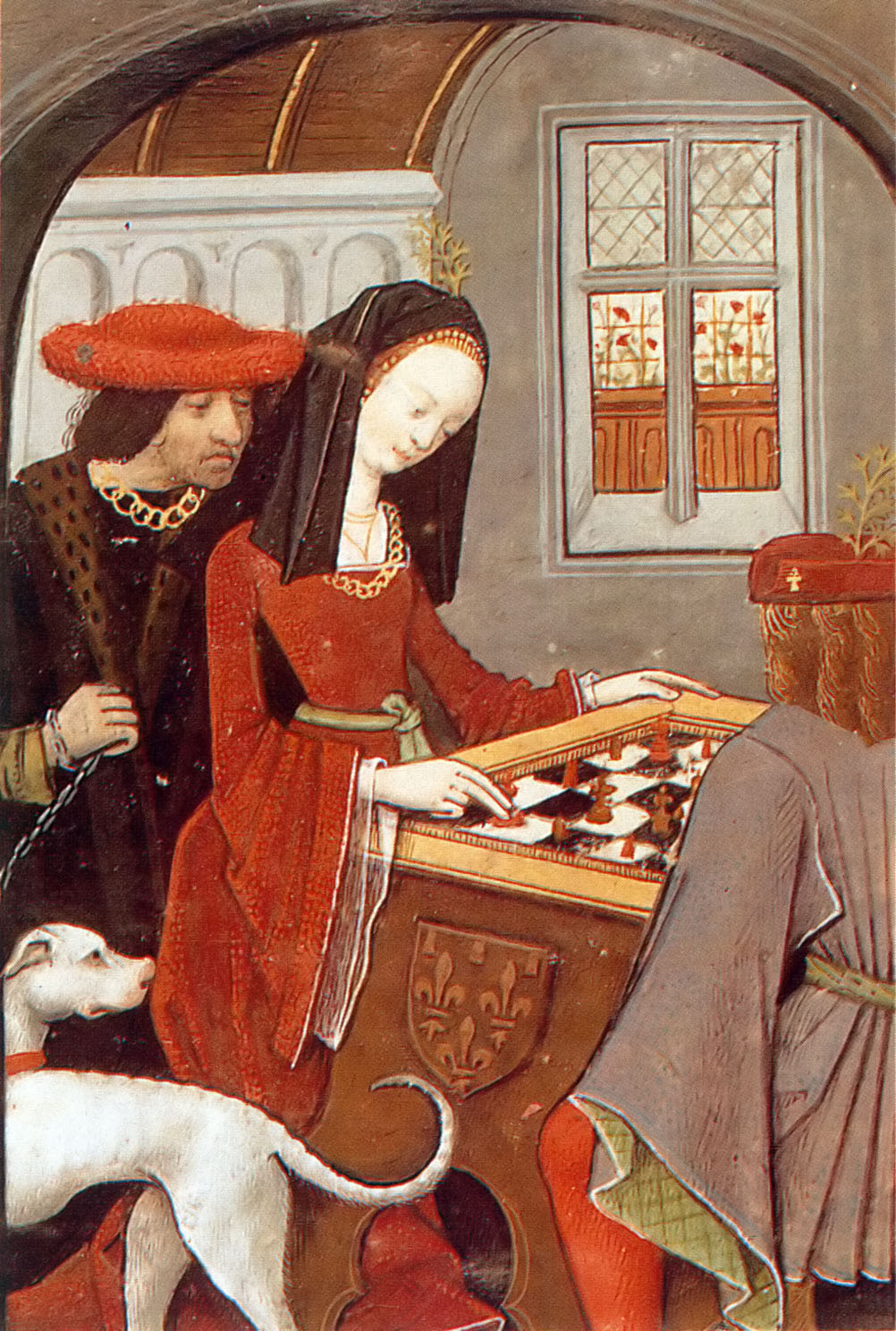
Louise de Savoia și soțul ei jucând șah.

Pentru că mama lor a murit când Louise avea numai șapte ani, ea a fost crescută de Anne de Beaujeu, care era regentă a Franței pentru fratele ei Carol al VIII-lea. La castelul Amboise ea a întâlnit-o pe Margaret de Austria, care a fost logodită cu tânărul rege și cu care Louise va negocia pacea câțiva ani mai târziu.
La vârsta de 11 ani, la 16 februarie 1488, la Paris, Louise s-a căsătorit cu Charles, Conte de Angoulême, care avea 29 de ani. Totuși, ea a început să trăiască cu soțul ei după ce a împlinit 15 ani. În ciuda faptului că soțul ei a avut două metrese, mariajul nu a fost unul nefericit și ei au împărțit dragostea pentru cărți.
Metresa soțului ei era Antoinette de Polignac, Dame de Combronde, cu care el avea două fiice nelegitime, Jeanne de Angoulême și Madeleine. Antoinette a devenit doamna de onoare și confidenta ei. Copiii ei au fost crescuți împreună cu cei ai Louisei. Charles a avut o altă fiică nelegitimă, Souveraine, cu Jeanne le Conte, care de asemenea a locuit la castelul Angoulême. Mai târziu, Louise va aranja căsătorii pentru copiii nelegitimi ai lui Charles.
Primul lor copil, Marguerite, s-a născut la 11 aprilie 1492; al doilea copil al lor, Francis, s-a născut la 12 septembrie 1494.
Când soțul ei s-a îmbolnăvit în iarna anului 1495, ea l-a îngrijit și a suferit mult când el a murit la 1 ianuarie 1496.

### Mama regelui
După decesul regelui Ludovic al XII-lea al Franței la 1 ianuarie 1515, fiul ei Francis a devenit rege al Franței. La 4 februarie 1515, Louise a fost numită Ducesă de Angoulême și la 15 aprilie 1524, Ducesă de Anjou.
Louise de Savoia a rămas activ politic în numele fiului ei, în special în primii ani ai domniei sale. În timpul absențelor sale, ea a acționat în calitate de regent în numele lui. Louise a servit ca Regent al Franței în 1515, în timpul războiului regelui în Italia, și din nou în 1525-1526, când regele era în război și în timpul ce a fost luat prizonier în Spania.
Ea a inițiat relații de prietenie cu Imperiul Otoman prin trimiterea unei misiuni la Suleiman Magnificul solicitând asistență, dar misiunea s-a pierdut pe drum în Bosnia. În decembrie 1525, a fost trimisă a doua misiune, condusă de Jean Frangipani, care a reușit să ajungă la Constantinopol, capitala otomană, cu scrisori secrete care solicitau eliberarea regelui Francisc I și un atac asupra Habsburgilor. La 6 februarie 1526, Frangipani s-a întors cu un răspuns pozitiv de la Suleiman, reprezentând primul pas pentru alianța franco-otomană.
Louise a fost principalul negociator în Tratatul de la Cambrai între Franța și Sfântul Imperiu Roman, încheiat la 3 august 1529. Tratatul, denumit "Pacea doamnelor" a pus capăt celui de-al doilea război italian între dinastia Valois și dinastia Habsburg. Temporar tratatul a confirmat hegemonia habsburgică în Italia și a fost semnat de Louise de Savoia pentru Franța și cumnata ei, Margareta de Austria, pentru Sfântul Imperiu Roman.

### Deces
Louise de Savoia a murit la 22 septembrie 1531, la Grez-sur-Loing. Rămășițele ei au fost înmormântate la biserica Saint-Denis din Paris. După moartea ei, teritoriile, inclusiv Auvergne, au ajuns în posesia Coroanei franceze. Prin fiica ei Margaret de Angoulême și nepoata ei Jeanne d'Albret, ea este si străbuna regilor Bourbon din Franța, strănepotul ei, regele Henric de Navara, reușind să devină regele Franței sub numele de Henric al IV-lea al Franței.